# Juscimeira
Juscimeira is een gemeente in de Braziliaanse deelstaat Mato Grosso. De gemeente telt 12.168 inwoners (schatting 2009).